# Mejoramiento de la calidad
La mejora de la calidad o mejora en la calidad es un proceso, de filosofía anglo-sajona, asociado a un sistema de gestión de la calidad, y orientado a la búsqueda continuada del nivel de excelencia sobre la base de un contrato entre el candidato y un organismo comercial de certificación. La filosofía de este proceso se distingue y se opone a las normas oficiales de calidad, a los concursos, a las emulaciones, a los diplomas, y a las etiquetas oficiales acordadas unilateralmente por alguna autoridad pública. El término mejoramiento en la calidad con frecuencia designa las tentativas y las acciones desarrolladas en vistas de la obtención de una certificación o a efectos de conservar la misma, por ejemplo, la certificación ISO 9001.
Las certificaciones de calidad obtenidas a través de este proceso, su correspondiente símbolo y su denominación, son contempladas y sentidas como un interesante elemento de marketing, y como una forma de mejoramiento del perfil de una institución o de un producto en el seno de la clientela y de la población en general.
El mejoramiento en la calidad puede aplicarse a cualquier tipo de organización, pública, privada, paraestatal, o intergubernamental, con o sin fines de lucro, y con sede y actividades en cualquier parte del mundo. Actualmente, este proceso de mejora en la calidad principalmente se basa en la norma ISO 9001, cuya certificación implica entre otras cosas la visita anual de un auditor.
El mejoramiento en la calidad implica las siguientes funciones al interior de una empresa o institución : 
- estrategia empresarial ; estrategia de marketing ; estrategia directiva ;
- recursos humanos, organización, gestión de competencias ;
- mantenimiento de recursos materiales (locales, medios de comunicación, medios de transporte…) ;
- gestión de proyectos ;
- comunicaciones internas y externas ;
- planificación de la producción y de los servicios ;
- estructuración de estudios e investigaciones ;
- gestión de informaciones con origen en los clientes ;
- manejo de proveedores ;
- calibraciones ;
- medida de satisfacción de los clientes ;
- auditorías internas ;
- cuidado del medio ambiente e higiene ;
- mejoramiento continuo.

En lo que respecta a los logiciales utilizados, con frecuencia se habla de calimetría (en francés: qualimétrie) usualmente aplicadas por los sectores de calidad, racionalización, y métodos, de las empresas consultoras en materia de procesos digitales. Esta nueva disciplina, en forma similar a toda gestión referente a calidad y satisfacción, tiene por objetivo definir y alcanzar un nivel de exigencia tal que permita maximizar los valores creados por el software y percibidos por los usuarios (clientes, proveedores, personal interno…).
El papel es aún el modo dominante de difusión de documentos. En el año 2003, el 73 % de las empresas (a nivel mundial) que aplicaban el proceso de mejoramiento en la calidad, casi exclusivamente utilizaban papel para la difusión de documentación y operaciones de marqueting, y solamente un 15 % de dichas empresas había abandonado definitivamente el papel como soporte, y las TIC son aún relativamente poco aplicadas para apreciar las necesidades y la satisfacción de los clientes. Por otra parte, algo menos del 20 % de los procedimientos de calidad utilizan un conveniente progicial para la gestión de la calidad. Estas cifras muestran que aún se necesita insistir frente a las empresas en relación con estos asuntos.